# الإصلاح الغربية (عزبة)
عزبة الإصلاح الغربية قرية تابعة لمركز السادات في محافظة المنوفية في جمهورية مصر العربية.